# Терлтон (Оклахома)
Терлтон (англ. Terlton) — місто (англ. town) в США, в окрузі Поні штату Оклахома. Населення — 77 осіб (2020).

## Географія
Терлтон розташований за координатами 36°11′9″ пн. ш. 96°29′25″ зх. д. / 36.18583° пн. ш. 96.49028° зх. д. (36.185783, -96.490326).  За даними Бюро перепису населення США в 2010 році місто мало площу 0,65 км², уся площа — суходіл.

## Демографія
Згідно з переписом 2010 року, у місті мешкало 106 осіб у 36 домогосподарствах у складі 27 родин. Густота населення становила 164 особи/км².  Було 44 помешкання (68/км²).
Расовий склад населення:
| - 84,9 % — білих - 8,5 % — корінних американців - 0,9 % — азіатів |

До двох чи більше рас належало 4,7 %. Частка іспаномовних становила 0,9 % від усіх жителів.
За віковим діапазоном населення розподілялося таким чином: 30,2 % — особи молодші 18 років, 60,4 % — особи у віці 18—64 років, 9,4 % — особи у віці 65 років та старші. Медіана віку мешканця становила 37,0 року. На 100 осіб жіночої статі у місті припадало 140,9 чоловіків;  на 100 жінок у віці від 18 років та старших — 105,6 чоловіків також старших 18 років.
Середній дохід на одне домашнє господарство  становив 53 553 долари США (медіана — 43 750), а середній дохід на одну сім'ю — 60 659 доларів (медіана — 42 188). За межею бідності перебувало 40,2 % осіб, у тому числі 85,2 % дітей у віці до 18 років та 23,8 % осіб у віці 65 років та старших.
Цивільне працевлаштоване населення становило 41 осіб. Основні галузі зайнятості: роздрібна торгівля — 14,6 %, сільське господарство, лісництво, риболовля — 14,6 %, науковці, спеціалісти, менеджери — 12,2 %, освіта, охорона здоров'я та соціальна допомога — 12,2 %.